# José Vítor Moreira Semedo
José Vítor Moreira Semedo (Setúbal, Portugal, 11 de enero de 1985) es un exfutbolista portugués que jugaba de defensa.

## Selección nacional
Fue internacional con la selección de fútbol sub-21 de Portugal.

## Clubes
| Club                      | País       | Año       |
| ------------------------- | ---------- | --------- |
| Casa Pia A. C.            | Portugal   | 2004-2005 |
| C. D. Feirense            | Portugal   | 2005-2006 |
| Cagliari Calcio           | Italia     | 2006-2007 |
| Charlton Athletic F. C.   | Inglaterra | 2007-2011 |
| Sheffield Wednesday F. C. | Inglaterra | 2011-2017 |
| Vitória F. C.             | Portugal   | 2017-2023 |